# Takayuki Sugiyama
Takayuki Sugiyama (杉山 貴之 Sugiyama Takayuki?,  nacido el 24 de marzo de 1976 en Shizuoka) es un exfutbolista japonés. Jugaba de delantero y su último club fue el Omiya Ardija de Japón.

## Trayectoria

### Clubes
| Club                | País  | Año  |
| ------------------- | ----- | ---- |
| JEF United Ichihara | Japón | 1997 |
| Omiya Ardija        | Japón | 1998 |